# Ostrogots
Els ostrogots són un dels pobles germànics. Els ostrogots van ser un poble germànic procedent de la divisió que van patir els gots arran de les invasions dels huns, cap al 370. El seu nom significaria 'gots de l'est', en oposició als de l'oest, els visigots. Una altra versió més recent, defensada per J. Rosales i admesa per Fermín Miranda-García, defensa que els gots eren d'origen bàltic. Van establir el seu regne al voltant del mar Negre.
A les primeres èpoques, van ser vassalls dels huns, fins a la mort del seu líder Àtila. Llavors, van entrar en diversos pactes amb l'Imperi Romà. De fet, el seu gran rei, Teodoric, era també cònsol de Roma. Els ostrogots van envair part d'Itàlia i la Gàl·lia, però van ser derrotats per les tropes romanes d'Orient.
El seu déu tutelar era el senyor de la guerra, una figura que els romans van identificar amb Mart. Com a cultura, van assimilar molts elements romans. Parlaven la llengua gòtica, avui dia extinta, però de gran influència en altres idiomes europeus.
Els ostrogots van constituir un vast regne a l'est del riu Dnièster, a les terres al voltant del mar Negre (el que avui és part de l'actual Ucraïna i Belarús). Els visigots van ser els gots de l'Occident, i el seu domini territorial s'estenia des del Dniéster fins al Danubi.
Els ostrogots van estar sotmesos als huns des del 375, en què vencen el rei Hermanaric, fins a la mort d'Àtila, ocorreguda el 453, quan van recobrar la seva independència i es van establir com un poble federat de Roma. Posteriorment, es van unir a altres gots que havien fugit de les seves terres a l'arribada dels huns. En el 474 en va ser triat rei Teodoric, el més conegut dels monarques ostrogots. Hi va haver diversos períodes de guerres i treves entre ell i l'emperador romà d'Orient Zenó. El 488, Teodoric va envair Itàlia i el 493 va derrotar i va donar mort, a Adda, Odoacre, rei dels hèruls.
Després de la seva mort en el 526, la situació es va tornar tan violenta que en el 535 l'emperador romà d'Orient Justinià I va enviar el seu general Belisari en contra dels exèrcits ostrogots a Itàlia. La superioritat de l'exèrcit romà d'Orient va ser la clau per a l'extermini i l'aixafament de la resistència ostrogoda.
Aquest poble va ser finalment assimilat en forma gradual per altres tribus germàniques, com ara els vàndals i els francs.

## Hipòtesis etimològiques
El significat del nom ostrogot està subjecte a controvèrsies. Els gots van formar una tribu unida fins al segle iii, moment en què es van escindir en dues branques: els ostrogots i els visigots.
Un historiador d'origen got, Jordanes, va proposar una explicació de tipus geogràfic a aquesta terminologia de la divisió. Aquest, autor de la Història dels gots, és avui dia una de les poques fonts disponibles de la prehistòria del seu poble, en la mesura que va resumir un text més extens de Casiodor. El text de Casiodor es va perdre.
Segons Jordanes (XIV, 2), la terminologia es refereix a la regió on habitaven els gots, ja que els visigots eren els gots del 'país de l'oest' i els ostrogots eren els 'gots de l'est'. No obstant això, en el cas d'aquests, Jordanes inclou una altra possibilitat, aquesta vegada de tipus etimològic. El nom d'ostrogot podria provenir igualment del nom del seu primer rei: Ostrogotha.
Ara bé, es coneix l'existència anterior d'altres noms per a designar una divisió geogràfica dels gots: els tervingis, és a dir, la 'gent del bosc', i els greutingi, la 'gent de l'arenal'.
I a més, l'explicació geogràfica de l'origen dels noms ostrogot i visigot proporcionada per Jordanes ha estat qüestionada i s'ha buscat una explicació de tipus etimològic que, a més, expliqués una diferència anterior al segle iii. En aquest cas, ostrogots significaria 'gots brillants' (de l'arrel germànica ostr-) i visigots, 'gots savis' (de l'arrel wise-).
El debat no està tancat, a falta de proves concloents. L'elecció dels historiadors entre una o altra hipòtesi depèn de la confiança que atorguen al testimoniatge de Jordanes.

## Orígens dels ostrogots
La seva història escrita s'inicia amb la independència de l'Imperi dels huns, després de la mort d'Àtila. Aliant-se amb els seus antics vassalls i rivals, els gèpids, els ostrogots, dirigits per Teodomir, aconsegueixen vèncer les forces hunes comandades pels fills d'Àtila en la batalla de Nedao el 454.
Els ostrogots inicien la seva relació amb l'Imperi Romà i s'instal·len a la Pannònia.
Durant la major part de la segona meitat del segle v, els ostrogots compliren en el sud-est d'Europa el paper que van jugar els visigots un segle abans. La seva relació amb l'Imperi Romà d'Occident va estar marcada per acostaments i allunyaments que van arribar fins a algunes hostilitats. Tot això va durar fins que, com abans els visigots, es van mudar d'Orient a Occident.

## El regne de Teodoric el Gran
El més gran de tots els sobirans ostrogots va ser Teodoric el Gran, que va néixer cap a l'any 455, poc després de la Batalla de Nedao. La seva infància va transcórrer com a «hoste» forçat a Constantinoble, rebent allí una educació molt completa.
Participà en diversos conflictes, intrigues i guerres de l'Imperi Romà d'Orient, tenint com a rival un parent llunyà, fill de Triarius, conegut com a Teodoric el Borni. Teodoric el Borni va ser el cap (no el rei) de la branca d'ostrogots que s'havien instal·lat als territoris de l'Imperi Romà uns anys abans.
Teodoric el Gran va ser tant amic com enemic de l'Imperi Romà, segons les circumstàncies. Va obtenir diversos títols romans, com el de patrici i el de cònsol, però per sobre de tot seguia sent el rei del poble ostrogot.
El 488, va conquerir la península Itàlica per ordre de l'emperador d'Orient Zenó I, de manera de treure-se'l de la rodalia de Constantinoble, on les seves tropes ja havien mostrat la seva força. A la península, governava Odoacre, que abans havia destronat l'últim emperador romà d'Occident, Ròmul Augústul, el 476.
El 493 Teodoric va conquerir Ravenna, on Teodoric en persona va matar Odoacre. El poder dels ostrogots estava en aquest moment en el seu cim a Itàlia, Sicília, Dalmàcia i a les terres al nord d'Itàlia. En el moment d'aquesta conquesta, els ostrogots i els visigots van començar a col·laborar i aquesta col·laboració es va estrènyer amb el temps, fent d'ostrogots i visigots una sola nació.
El poder de Teodoric es va estendre sobre gran part de la Gàl·lia i d'Hispània en convertir-se en regent del Regne visigot de Tolosa de Llenguadoc (Toulouse).
Amb la mort del rei visigot Alaric II, gendre de Teodoric, en la batalla de Vouillé contra els francs de Clodoveu I, el rei ostrogot assumeix la tutoria del seu net Amalaric i es reserva el domini sobre la totalitat d'Hispània i sobre una part de la Gàl·lia.
Tolosa passa a mans dels francs, però els gots dominen Narbona i la Septimània: aquesta regió va ser l'última part de la Gàl·lia on encara els gots van dominar i durant molts anys va ser coneguda com a Gòtia. S'ha especulat que el nom de la futura Catalunya derivaria de Godalàndia, 'Terra de gots i alans').
Durant la vida de Teodoric, els pobles got i visigot es van mantenir units. També va establir en aquesta època una espècie de protectorat pel que fa als pobles germànics d'Occident, exceptuant els francs.

## Característiques del Regne ostrogot
El domini dels ostrogots, aleshores tan gran i molt més esplèndid del que ho va ser en temps d'Hermanaric, va ser sobretot d'un caràcter completament diferent.
Les dues nacions, que es diferenciaven en els seus costums, llengua i religió, habitaven l'una al costat de l'altra a Itàlia. Cadascuna era dirigida per un sobirà únic, però sota el règim de personalitat de les lleis.
És sobretot aquesta imatge del regnat de Teodoric el Gran la que sorgeix a partir d'ordenances elaborades en el seu nom i en el dels seus successors; en síntesi, els gots van romandre concentrats al nord de la península Itàlica. Al sud, amb prou feines s'hi van establir guarnicions.
Segons la concepció de Teodoric, els gots eren els protectors armats dels afables romans, el rei got carregava amb la difícil tasca de governar, mentre que el cònsol romà rebia els honors per això. Així mateix, totes les formes de l'administració romana van subsistir sota el regnat de Teodoric. La política i la cultura romanes van tenir també una gran influència sobre els gots. És allà on la doble cultura del rei bàrbar exerceix un paper fonamental.
És remarcable que la sobirania sobre altres nacions, diferents però establertes sobre el mateix sòl, era necessàriament una concepció romana del poder, que deixava les seves obligacions pesant greument sobre la llibertat de les tropes germàniques. Però, tal sistema tenia necessitat d'un poder fort, exercit per una personalitat com la de Teodoric. A la seva mort, l'edifici es va ensorrar.
El 526, els ostrogots i els visigots es van escindir una vegada més. Alguns exemples en els quals encara es veu que procedeixen d'acord es refereixen a assumptes espaiats i sense importància real. Amalaric va heretar el Regne visigot a Hispània i a Septimània. Es va agregar la Provença al domini del nou rei ostrogot, Atalaric, net de Teodoric per part de la seva mare Amalasunta.
Cap dels dos sobirans va poder liquidar els conflictes que van sobrevenir en el si de les elits godes. Teodat, nebot de Teodoric per part de la germana d'aquest últim, el va succeir després d'haver-los assassinat cruelment. No obstant això, aquesta usurpació desencadenaria majors matances encara. Tres reis gots es van succeir en el tron en l'espai de cinc anys.

## La reconquesta d'Itàlia pels romans d'Orient
La debilitat de la posició dels ostrogots a Itàlia es va mostrar llavors amb tota evidència. L'emperador romà d'Orient Justinià I sempre s'havia esforçat, en la mesura del possible, per restaurar el poder imperial sobre la totalitat de l'extensió de la Mediterrània i no va deixar escapar aquesta ocasió per actuar.
El 535, va encarregar al seu millor general, Belisari, atacar els ostrogots. Aquest va envair ràpidament Sicília i va desembarcar a Itàlia, on va prendre Nàpols i després Roma el 536. Després va marxar cap al nord i va conquerir Mediolanum (Milà) i Ravenna, la capital dels ostrogots, el 540.
És llavors quan Justinià va oferir als gots un generós acord, massa generós a ulls de Belisari: el dret a mantenir un regne independent al nord-oest d'Itàlia, però a condició que el compensessin amb un tribut consistent en la meitat del seu tresor per a l'Imperi Romà d'Orient.
Belisari va transmetre el missatge als gots, encara que ell mateix no l'aprovés. Els gots, que no confiaven en Justinià, temien una emboscada, però, atès que en la seva opinió Belisari s'havia comportat tan bé després de la reconquesta d'Itàlia, van acceptar reconèixer aquest acord si Belisari hi donava la seva aprovació. Aquesta situació va conduir a un atzucac.
Una facció de la noblesa goda va cedir: decretant que el seu propi rei, Vitiges, que acabava de ser vençut, era un covard, i que necessitaven un nou sobirà, es van tornar cap a Belisari. Eraric, el seu cap, va oferir la corona a aquest últim. Belisari era un soldat fidel a Justinià i no un estadista. Va fer com que acceptava l'oferiment, va tornar cap a Ravenna per fer-se coronar, però ràpidament va fer detenir els caps gots. Tot seguit, va reclamar la totalitat del seu regne per als romans d'Orient.
Justinià estava furiós: els perses havien atacat l'Imperi Romà d'Orient a l'est, i ell desitjava que un estat neutral i estable servís de topall entre la frontera de les seves possessions occidentals i el Regne dels francs. En efecte, aquests últims eren estranys i semblaven hostils en opinió de la cort oriental.
Belisari va ser llavors convocat i enviat a Orient contra els perses, deixant un oficial romà d'Orient, anomenat Joan, com a governador temporal d'Itàlia.
El 545, quan per fi va poder tornar a Itàlia, es va trobar amb una situació considerablement canviada: Eraric havia estat assassinat i la facció pro romana de l'elit goda, derrocada.
Els ostrogots van triar com a nou cap Totila. Aquest got «nacionalista», brillant general, havia recuperat tota la Itàlia del Nord i expulsat els romans d'Orient fora de Roma.
Belisari, llavors, va tornar a prendre l'ofensiva: va enganyar Totila per reconquerir Roma, però va perdre de nou la ciutat després que Justinià, gelós i temorós del seu poder, li tallés l'aprovisionament i els reforços. El general, avantatjat, es va veure així obligat a assegurar la defensa pels seus propis mitjans.
El 548 Justinià el va reemplaçar pel general eunuc Narses, en qui tenia més confiança. Narses no va decebre Justinià.
Totila va ser salvatgement assassinat després de la Batalla de Taginae al juliol del 552, i els seus partidaris, Teia o Teias (Theia), Aligern, Escipuarn i Gibal, van ser morts o es van rendir després de la batalla de Mons Lactarius a l'octubre del 552 o 553.
Widhin, l'últim cap del qual tenim testimoni de l'exèrcit gòtic, es va rebel·lar a finals dels anys 550 amb una ajuda militar mínima de francs i alamans. La revolta no va tenir conseqüències: els ostrogots es van revoltar a Verona i a Brescia, però la revolta va acabar amb la captura del seu cap al 561. Finalment, Widhin va ser conduït per ser executat allà el 561 o 562. Una minoria, submisa als romans d'Orient i convertida al cristianisme, va sobreviure a Ravenna.

## L'herència dels gots a l'Europa occidental
Després d'aquesta última derrota, la denominació d'ostrogots va caure en oblit. La nació pràcticament es va dissoldre a la mort de Teodoric. La possibilitat de formar a Itàlia un estat reunint elements romans i germànics, com els que van sorgir posteriorment a la Gàl·lia, a Hispània i posteriorment en les regions d'Itàlia sota la sobirania dels llombards, es va desaprofitar així mateix.
En conseqüència, el lloc ocupat pels gots en la memòria espanyola difereix del que ocupen en la memòria italiana: a Itàlia, els gots no van ser sinó un invasor temporal, aviat suplantats pels llombards, mentre que a Hispània van saber constituir un element important de les nacions hispàniques a l'alta edat mitjana.
Així, la imatge dels gots en la historiografia moderna espanyola és positiva, i l'aportació que van constituir no ha estat oblidada ni menyspreada: una part del nord d'Hispània que els moros no van conquerir completament, a l'actual Catalunya, va conservar durant algun temps el nom de Gòtia, el mateix que les antigues possessions godes al sud-oest de la Gàl·lia, tot i haver passat a mans dels francs.

## Art
Tant Teodoric com Amalasunta van restaurar un gran nombre d'obres romanes, com ara aqüeductes, vies, calçades, amfiteatres, etc. De fet, moltes de les obres romanes que han arribat fins a nosaltres en bon estat ha estat gràcies a les restauracions que en el seu dia van fer aquests reis ostrogots. En qualsevol cas, no deixen de ser restauracions. No obstant això, obres godes pròpiament dites hi ha dues:
- El palau de Teodoric a Ravenna.
- El mausoleu de Teodoric i Amalasunta a Ravenna.

Mosaic del palau de Teodoric. Palau de Teodoric
Teodoric va imitar el tipus de palau civil romà (dels de l'interior de la ciutat). Aquest palau ha estat molt reformat en èpoques posteriors, com en la romana d'Orient, per la qual cosa la seva aparença ha canviat des de la seva creació. Tot i així conserva l'estructura originària.
Es tracta d'un palau de dos pisos amb un d'inferior, dedicat a l'administració del palau, etc., i un altre pis superior amb finestrals que comunicaven amb grans salons per a festes, i al centre de les arcades hi havia una gran balconada des d'on treia el cap el sobirà.
Mausoleu de Teodoric i Amalasunta
La mateixa aparença és d'aspecte paleocristià romà, puix sembla tenir planta centralitzada amb cúpula. No obstant això, presenta també elements ostrogots: gruixuts murs a base de carreus de pedra tallats. No està fet en maó ni pedra, perquè Teodoric va pretendre que l'edifici durés, i per això feia servir el material més dur del moment, la pedra. Va pretendre que l'edifici fos tan fort que fins i tot la cúpula està feta d'una única peça de pedra tallada («barbarisme ostrogot»).
L'error de Teodoric és que no es va fer un estudi previ del terreny ni es va fer un bon cimentatge, i pel gran pes de l'edifici, aquest s'enfonsà.
Podríem veure en aquest edifici l'antecedent del futur romànic: fort, gruixut, ininflamable.
Té dos pisos: el primer decagonal i arquitravat. El segon és circular amb la cúpula damunt, que només cobreix aquest segon pis, de manera que la planta no està centrada. L'únic adorn exterior és el fris sota la gran cúpula monolítica format a força de «pinces ostrogodes», que era un element típic ostrogot. Aquestes pinces representaven els soldats ostrogots, l'un darrere l'altre sense fi, simbolitzant l'enorme grandària de l'exèrcit ostrogot, que realment no era ni de bon tros tan gran.
Avui no es conserven ni la tomba de Teodoric ni la de Amalasunta. El que sí que hi ha a la segona planta és una banyera romana sota la cúpula que se'n va trobar pels voltants.

## Cronologia
- 242: desmembrament del món romà, el Bòsfor cimerià (actual Crimea) cau sota la dominació dels ostrogots instal·lats a Ucraïna.
- 257: els gots se separen en ostrogots i visigots.
- 271: el que constitueix la primera retirada important des dels començaments de l'Imperi Romà, els romans abandonen la Dàcia a les mans dels ostrogots.
- 371: el Regne dels ostrogots està en mans dels huns.
- 375: forta pressió dels huns, que destrueixen el Regne ostrogot a Rússia del Sud.
- 425: els vàndals, els ostrogots i els visigots s'assenten a les antigues províncies romanes.
- 456: els ostrogots s'estableixen al Danubi inferior.
- 493: Teodoric el Gran, cap dels ostrogots, és ara rei d'Itàlia.
- 508: començament d'una campanya dels ostrogots sota el comandament de Teodoric el Gran en direcció a la Gàl·lia meridional, que acaba el 511.
- 526: Atalaric succeeix Teodoric el Gran com a rei dels ostrogots.
- 526: Teodoric el Gran, rei dels ostrogots i d'Itàlia, mor de disenteria.
- 534: mor el 2 d'octubre Atalaric, rei dels ostrogots.
- 535: Teodat, nou rei dels ostrogots, escanya la seva dona, la reina Amalasunda, filla del rei Teodoric el Gran.
- 536: els ostrogots deposen el seu passiu rei, Teodat, i trien Vitiges, un general, perquè el reemplaci.
- 536: els ostrogots cedeixen la Provença als francs.
- 537: havent-se assegurat les esquenes concedint als francs la Provença, en mans dels ostrogots des del 508, Vitiges es dirigeix a Roma i la sotmet a setge.
- 539: Milà, la ciutat més important d'Itàlia després de Roma, és conquerida novament pels ostrogots, i destruïda. Els homes són executats i les dones venudes com a esclaves.
- 540: Vitiges, rei dels ostrogots, és capturat per Belisari, que s'apodera de Ravenna.
- 543: els ostrogots duen a terme una reforma agrària que beneficia els camperols italians.
- 543: Totila, nou rei dels ostrogots, s'endinsa a Itàlia i conquereix Nàpols després d'assetjar-la; Belisari torna a Itàlia.
- 546: Totila, rei dels ostrogots, conquereix Roma després d'assetjar-la durant un any.
- 552: Narses derrota i mata Totila, rei dels ostrogots, en la Batalla de Busta Gallorum.
- 553: el general romà d'Orient Narses derrota Teya, successor de Totila com a rei dels ostrogots, a la muntanya Lactarius.
- 554: l'emperador romà d'Orient Justinià I llança un programa de reorganització de l'administració d'Itàlia després del caos de 20 anys de guerra contra els ostrogots.

## Reis ostrogots
- 257 - 300: Atanaric (primer rei ostrogot)
- 300 - 350: Axiulf
- 350 - 375: Hermanaric (Irmanric), lluites amb els huns
- 375 - 376: Vitimir (Withimer), divisió després de la seva mort
- 376: Videre (Widoric) era un nen, regències de Safrax i Alateu fins al 387
- 376 - 380: Winitari, sota dominació dels huns
- 380 - 390: Hunimund, sota dominació dels huns
- 390 - 400: Turismund, sota dominació dels huns
- 447 - 469: Valamir (Walamir), Videmir (Widom) i Teodomir (Thiudomir)
- 469 - 474:  Teodomir
- 474 - 526: Teodoric el Gran (Thiudoric) fins al 484 va lluitar pel tron amb Teodoric el Vell
- 526 - 534: Atalaric (Atthalaric)
- 534 - 536: Teodat (Thiudahad)
- 536 - 540: Vitiges (Wittigeis)
- 540 - 541: Hildibald, Ildebald o Ildebad (Hildibald)
- 541: Eraric (Heraric,Ariaric)
- 541 - 552: Tòtila o Baduila, anomenat l'Immortal
- 552 - 553: Teia o Teias (Theia)